# Lygodactylus heterurus
Lygodactylus heterurus (карликовий гекон Беттгера) — вид геконоподібних ящірок родини геконових (Gekkonidae). Ендемік Мадагаскару.

## Підвиди
Виділяють два підвиди:
- Lygodactylus heterurus trilineigularis Rösler, 1998 — Ампахана[en] (північний схід острова);
- Lygodactylus heterurus heterurus Boettger, 1913 — північ Мадагаскару;

## Поширення і екологія
Карликові гекони Беттгера поширені на півночі і північному сході острова Мадагаскар, в регіонах Діана і Сава, зокрема на сусідньому острові Нусі-Бе, а також в гірському масиві Бемараха в регіоні Мелакі на заході острова. Вони живуть у вологих і сухих тропічних лісах. трапляються в садах та на плантаціях. Зустрічаються на висоті до 430 м над рівнем моря.